# Starz (rete televisiva)
Starz (originariamente Starz!, prima di perdere il punto esclamativo nel 2005) è un canale televisivo a pagamento statunitense, caratterizzato principalmente dalla messa in onda di film in prima visione. È stato fondato nel 1994 ed è di proprietà, attraverso la Starz Inc., della Lionsgate. Starz e Encore, lanciata tre anni prima, sono le reti ammiraglie della Starz Entertainment.
Al dicembre del 2008, la programmazione di Starz è disponibile per 17,7 milioni di abbonati negli Stati Uniti.

## Palinsesto
Dal 2005 Starz ha iniziato a trasmettere una quantità crescente di programmi originali, in modo da competere con le rivali emittenti televisive HBO e Showtime.

### Serie televisive
- Head Case (2007-2009)
- Crash (2008-2010)
- Party Down (2009-2010)
- Spartacus (2010-2013)
- Gravity (2010)
- I pilastri della Terra (2010) – miniserie TV
- Spartacus - Gli dei dell'arena (2011) – miniserie TV
- Camelot (2011)
- Torchwood: Miracle Day (2011) - miniserie TV
- Boss (2011-2012)
- Magic City (2012-2013)
- Da Vinci's Demons (2013-2015)
- The White Queen (2013) - miniserie TV
- Black Sails (2014-2017)
- Power (2014-2020)
  - Power Book II: Ghost (2020-in corso)
  - Power Book III: Raising Kanan (2021-in corso)
- Outlander (2014-in corso)
- Survivor's Remorse (2014-in corso)
- The Missing (2014-2016)
- Blunt Talk (2015-in corso)
- Ash vs. Evil Dead (2015-2018)
- Flesh and Bone (2015) - miniserie TV
- The Girlfriend Experience – serie TV (2016)
- American Gods – serie TV (2017)
- Counterpart - serie TV (2017)

### Programmi televisivi
- The Bronx Bunny Show (2003-2005)
- Martin Lawrence Presents 1st Amendment Stand-up (2007-in corso)
- Hollywood Residential (2005-2007)
- Kung Faux (2005-2006)
- Stand Up or Shut Up
- Starz Inside (2006-in corso)
- Starz Studios (2006-in corso)
- The Chair (2014-in corso)

## Starz Play
Starz Play è un servizio di video on demand offerto da Starz al di fuori degli Stati Uniti. Dal 29 settembre 2022, il servizio ha cambiato nome in Lionsgate+.

## Loghi

1° febbraio 1994 - 27 marzo 2005
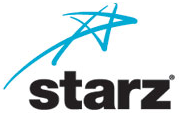
27 marzo 2005 - 1° aprile 2008
1° aprile 2008 - 5 maggio 2016
5 maggio 2016 - 29 settembre 2022
In uso dal 29 settembre 2022